# Guimarães
Guimarães (pronunție în portugheză:[ɡimɐˈɾɐ̃jʃ] este un oraș localizat în nordul Portugaliei, în Districtul Braga, în subregiunea Ave (una dintre cele mai industrializate subregiuni ale Portugaliei), cu o populație de 52.181 locuitori, distribuit pe o suprafață urbană de 23,5 km2 și cu o densitate a populației de 2223,9/km2.
Este capitala municipalității cu o suprafață de 241,05 km² și cu 162.636 locuitori (2008), divizată în 69 de parohii. Municipalitatea este învecinată la Nord cu Póvoa de Lanhoso, la est cu Fafe, la sud cu Felgueiras, Vizela și Santo Tirso, la vest cu Vila Nova de Famalicão, iar la nord-vest cu Braga.
Centrul vechi istoric din Guimarães a fost înscris în anul 2001 pe lista patrimoniului cultural mondial UNESCO.
În perioada anului 2012 a fost desemnatǎ sǎ fie Capitală Europeană a Culturii împreunǎ cu Maribor, Slovenia.

## Istoric

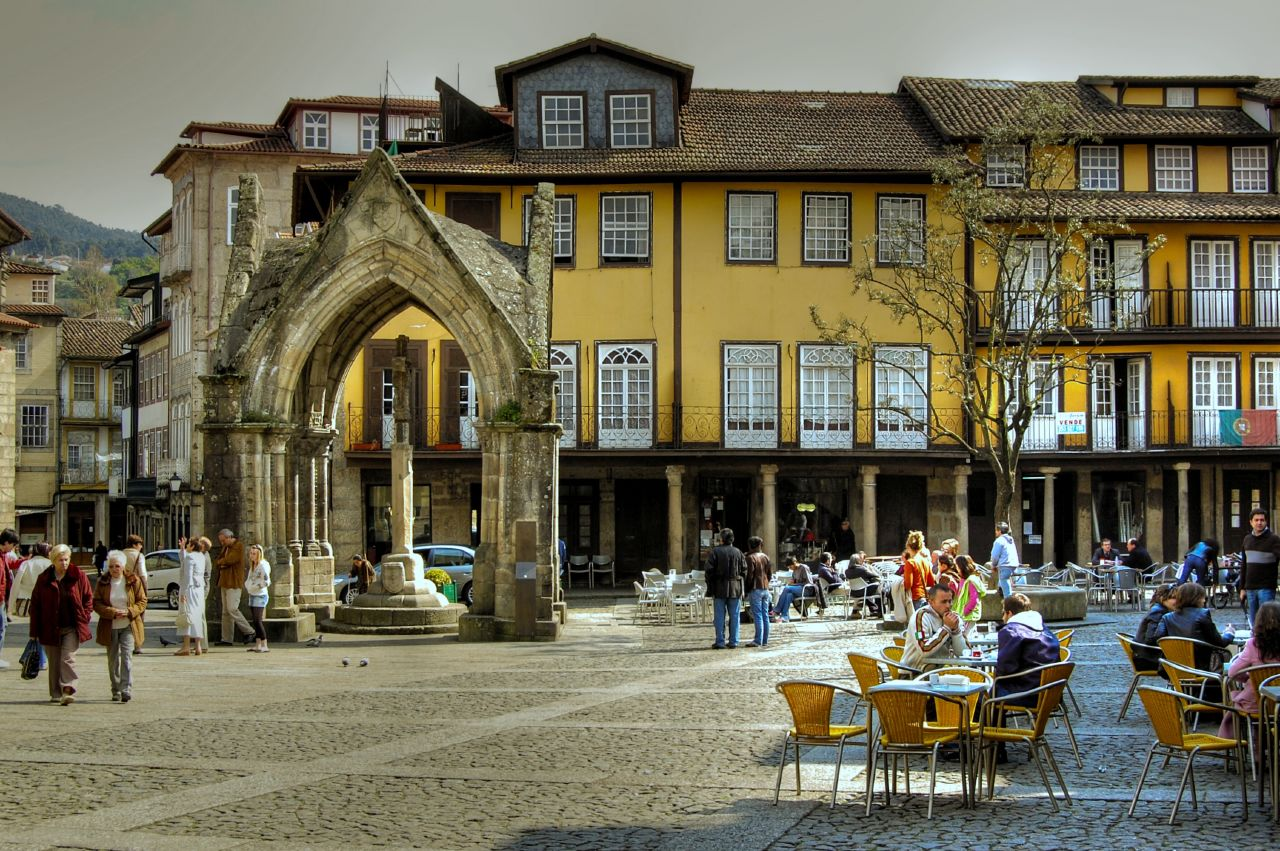
Oliveira Square, în centrul istoric al Guimarães

Orașul Guimarães este asociat istoric cu fondarea și identitatea naționalității portugheze. Guimarães, printre alte așezări, a ajutat la consolidarea țării și, datorită rolului său în întemeierea acestuia, orașul mai este cunoscut sub numele de Leagănul naționalității portugheze. În 1128, evenimente majore din domeniul politicii și miliției care au vrut să se sfârșească cu independența și ziua națională a unei noi națiuni au luat amploare la Guimarães. Tocmai din această cauză, pe unul dintre cele mai vechi ziduri din oraș se află scrisă inscripția: Aqui nasceu Portugal (Portugalia s-a născut aici) 

### Pre și protoistorie
Pe suprafața pe care este amplasat orașul Guimarães, au fost așezate mici localități permanente, ce datează din Calcolitic. Urme ale acestor așezări pot fi observate la citadelele de la Briteiros și Sabroso sau la stațiunea arheologică Penha. Există detalii sugestive ce clasifică stațiunea Caldas das Taipas ca un vechi oraș de spa pentru romani.

## Arhitectură

### Arhitectura religioasă

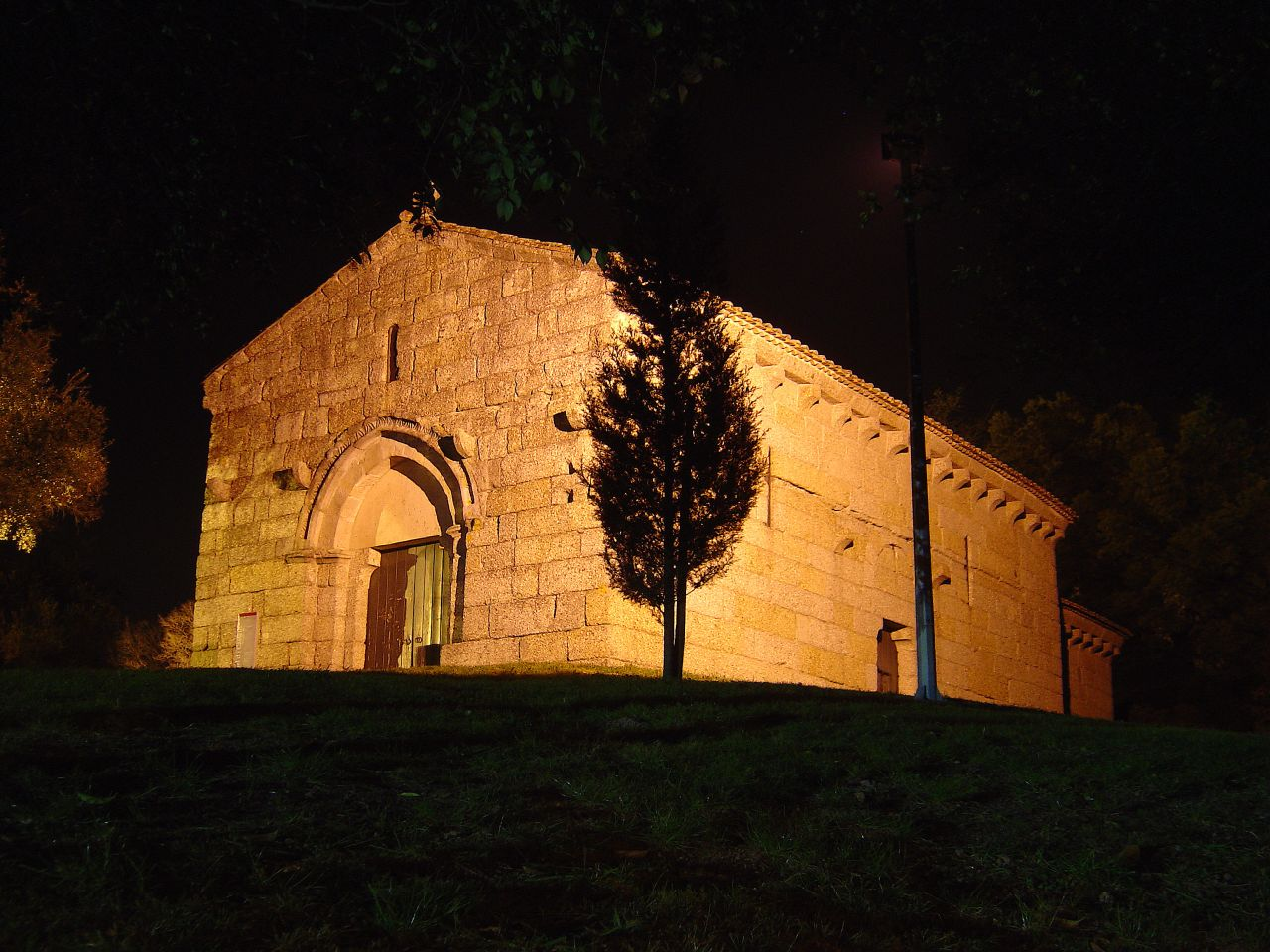
Biserica Sf. Mihail

- Din vechea clădire a Bisericii de Nossa Senhora da Oliveira, a rămas puțin.  Biserica Collegiate de Santa Maria de Guimarães, este una dintre cele mai importante instituții religioase din Evul Mediu portughez. D. Ioan I a construit actuala cladire, la sfârșitul secolului al XlV-lea, în urma victoriei din Bătălia de la Aljubarrota. Are o importanță sporită pentru Guimarães, deoarece acesta este patronul spiritual al orașului.
- Capela Sf. Mihail este o capelă romanică, construită în secolul XIII, care, potrivit legendei a fost construită de D. Afonso Henriques.
- Capela Crucii lui Hristos
- Biserica Misericórdia
- Biserica São Pedro
- Biserica São Domingos, stil gotic, a fost construită de Ordinul Dominican.
- Biserica și Mănăstirea Dominica
- Biserica  Nossa Senhora da Consolação și Santos Passos (cunoscut sub numele de Biserica Sf. Gualter);
- Biserica Serzedelo (Monument Național)
- Sanctuarul Penha

### Arhitectura civilă

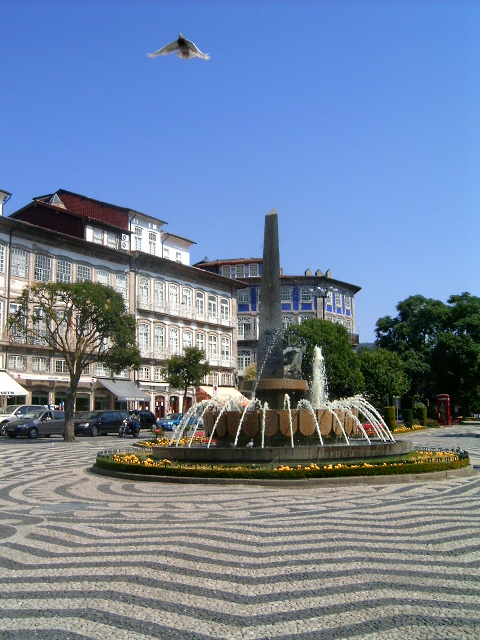
Toural

Orașul Guimarães are o varietate bogată, arhitectura remarcându-se Palatul Ducilor de Bragança, construit în secolul al cincisprezecelea de către D. Afonso, 1. 
Casa da Rua Nova, situat în actualul Egas Moniz, găzduiește în prezent Oficiul pentru tehnici locale.

### Arhitectura militară
Castelul a fost construit în secolul al zecelea de contesa Mumadona pentru a apăra populația de la atacurile musulmanilor.

### Sculpturi și statui memoriale

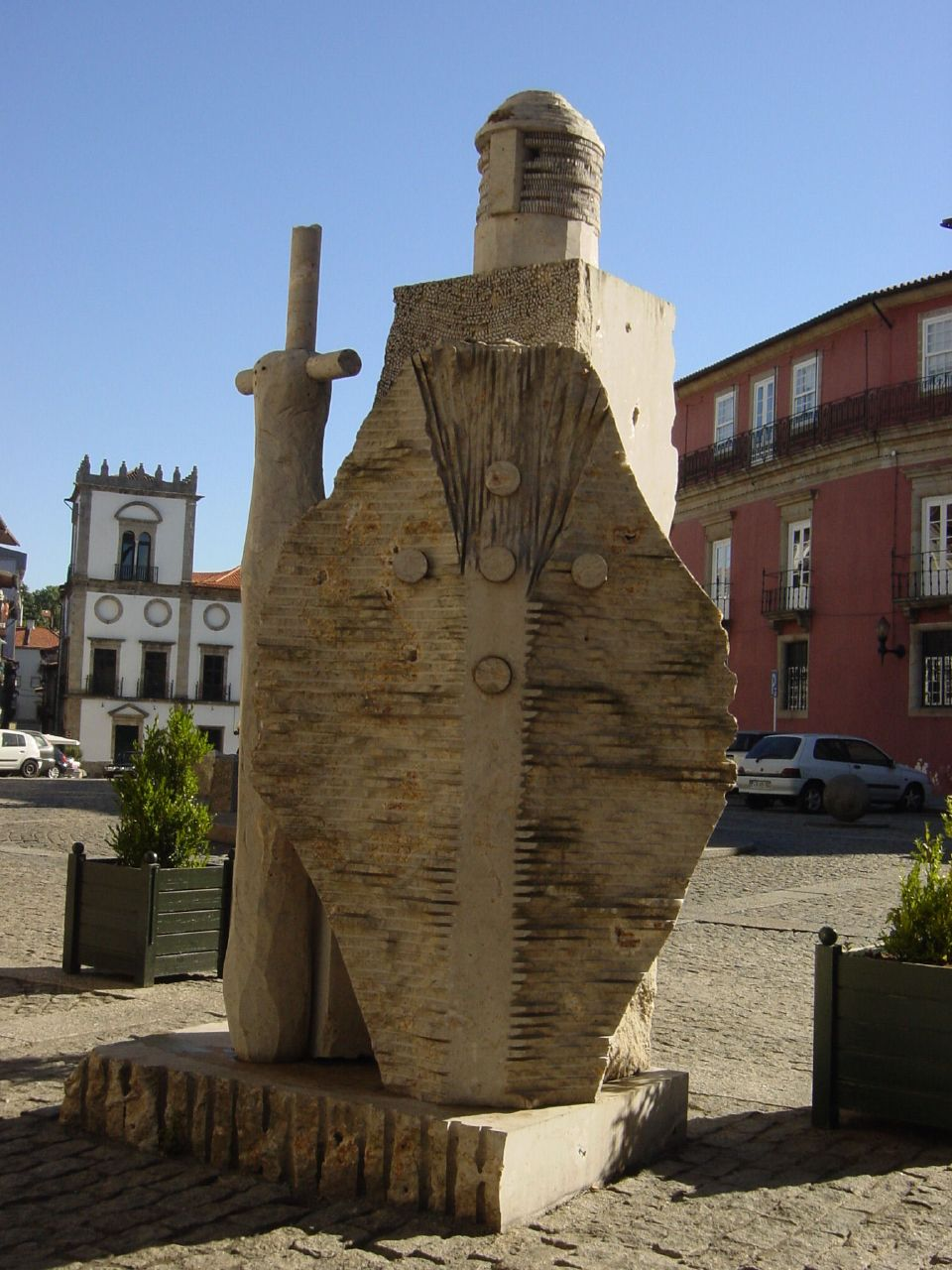
Afonso Henriques Cutileiro

Statuia Regelui Afonso Henriques, în prezent la Palatul Ducilor de Bragança, este o lucrare de Soares dos Reis (statuia) și José António Gaspar (piedestal). Ideea de construcție a apărut dintr-un grup de rezidenți portughezi în Rio de Janeiro, fiind făcut pentru a crește fondurile necesare din cele doua orașe. Acesta a fost inaugurat pe 20 septembrie 1887, în actualul Largo São Francisco de Trasladações.

## Cultură
Guimarães, un oraș de mărime medie, are o viață culturală interesantă. În plus față de muzee, monumente, asociații culturale, galerii de artă și festivaluri, începând cu septembrie 2005 are un important centru cultural, Centro Cultural Vila Flor, cu două săli de spectacole, un centru expozițional și un café-concert. 

### Muzee, centre culturale și galerii de artă

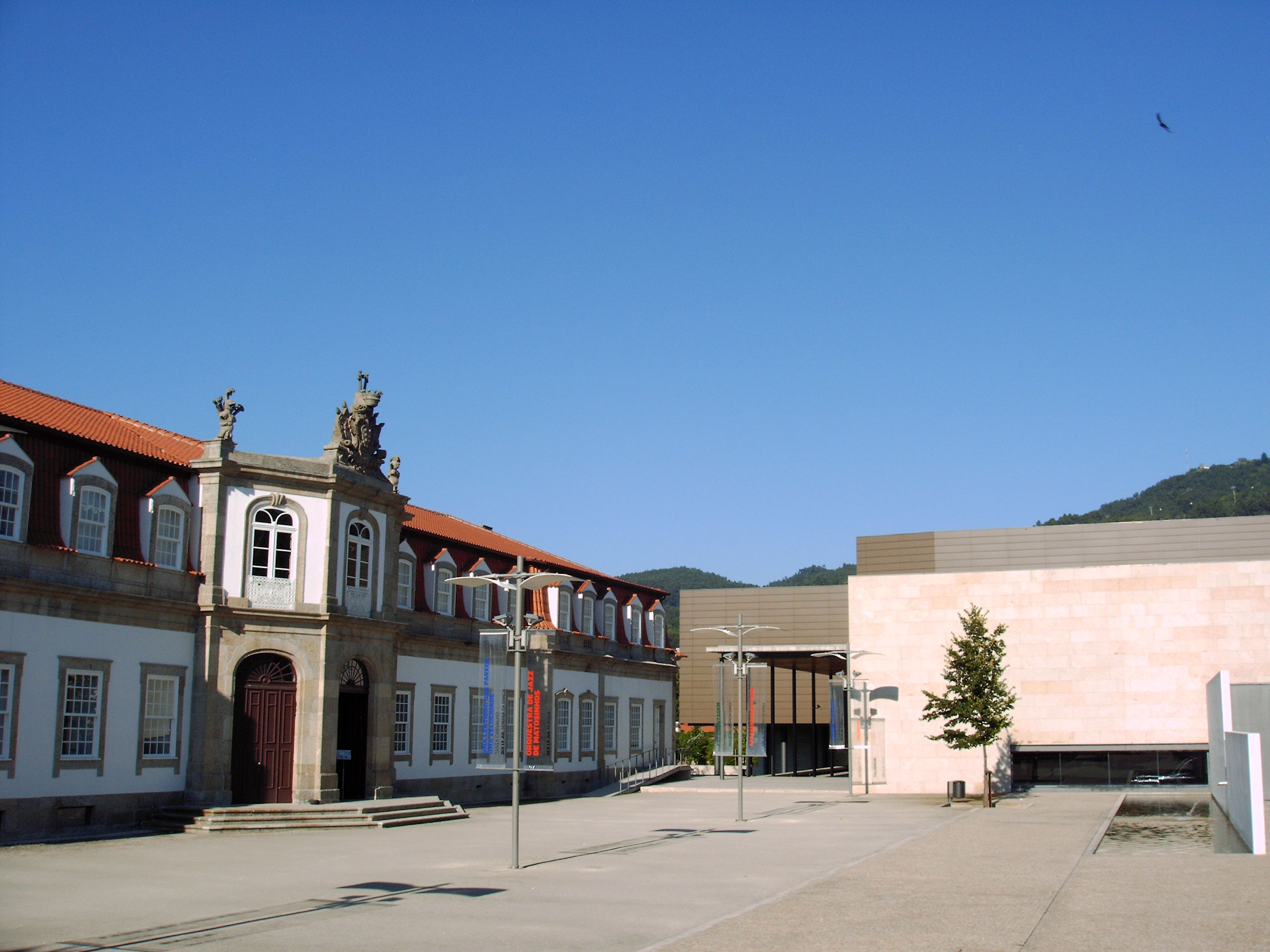
Centro Cultural Vila Flor

Orașul Guimarães are mai multe locații culturale din regiune și la nivel național de referință. Printre mai multe muzee ale orașului, se află Muzeul de Alberto Sampaio, creat în 1928 și deschis pentru public din 1931 până în prezent. În el se află în birourile fostului Collegiate Nossa Senhora da Oliveira. Ea are o bogată colecție, constând în principal din evenimente din secolele XIV, XV și XVI. În timpul verii, cu o inițiativă unică în Portugalia, este deschis și pe timp de noapte.
Sociedade Martins Sarmento este cea mai veche instituție națională din Guimarães, dedicată studiului și conservării vestigiilor arheologice. Ea are în componență două muzee: Muzeul de Arheologie Sociedade Martins Sarmento, situat la sediul său, cunoscut pentru colecțiile de pre- și protoistorie, de epigrafie latină și numismatică, precum și Museu da Cultura Castreja, situat la Solar da Ponte, în parohia São Salvador de Briteiros lângă Citânia de Briteiros și Castro de Sabroso, dedicat culturii celtice.
Două săli de spectacole principale ale orașului sunt construcțiile culturale din primul deceniu al acestui secol.
Ele sunt Centro Cultural Vila Flor și São Mamede Centro de Artes e Espectáculos de Guimarães.
Biblioteca Municipală Raul Brandao, are sediul în oraș și, de asemenea, a anexat bibliotecile Caldas Taipas și Ronfe oferind în continuare serviciile unei biblioteci itinerante la 42 de parohii.

## Geografie

### Geologie
Rocile granitice ocupă cea mai mare parte din suprafața județului, în principal pietre mici în zonele de nord-vest și sud-vest a județului, precum și argilă și pietriș de-a lungul albiilor râurilor Ave, Vizela.
Județul este mărginit la nord de Monte, la vest de munții Falperra Sameiro, Outeiro Penedice și la sud de către Penha Hill. Acest deal, cu altitudinea de 613 metri, este cel mai înalt punct al județului.

### Hidrografie
Guimarães face parte din bazinul râului Ave, la mijloc împărțind județul de la nord-est la sud-vest, are ca afluenți Vizela, Couros si Selho. 
Solurile au un potențial agricol excelent, fiind separate de unele zone forestiere, în special la altitudini mai mari.

### Climă
Încadrată între o vale și munte și departe de coastă, iernile sunt reci și ploioase și verile calde și uscate, iar temperatura medie anuală de 14°C.

### Faună
Diversitatea speciilor este limitată, în special în zonele urbane. Cu toate acestea, județul are unele specii de interes cinegetic ca vulpea roșie, vierul, potârnichea sau porumbelul roșu. În zonele verzi ale orașului cele mai comune specii sunt rozătoarele. Există, de asemenea, veverița.

### Floră
Orașul Guimarães prezintă o floră diversă și foarte divizată.

### Demografie
Populația județului, în anul 2001, era de 68.643 de oameni care trăiau în sate, și 52.182 de oameni trăiau în mediul urban. Era de așteptat că, până în 2010, județul va ajunge la o populație de 188.178 de locuitori, dar nu s-a întâmplat așa, iar populația a scăzut la 158.124 locuitori.
Populația rezidentă este formată din 76.774 bărbați și 81.350 femei. Orașul este al 13-lea cel mai mare din țară ca populație.

## Sport
Cea mai importantă echipă de fotbal din oraș, Victoria Sport Club, cu sediul în orașul Victoria, a fost 48 sezoane consecutive în prima divizie portugheză până în sezonul 2005/2006, când a retrogradat. În sezonul următor și-a asigurat promovarea în Liga Bwin la finalul campionatului. În sezonul 2007/2008 a reușit, pentru prima dată în istoria sa, să fie prezentă în a treia rundă de calificare a Ligii Campionilor.
De asemenea, în fotbal iese în evidență Moreirense Football Club, satul de Canoane de Moreira, care a concurat în prima divizie portugheză.

## Economie
Economia orașului este bazată în special din următoarele activități: filatura și țesutul din bumbac și lenjerie, tacâmuri, haine din piele, hardware și diverse alte activități (bijuterii, ceramică și broderie).